# Rossinyol bord del Japó
El rossinyol bord del Japó (Horornis diphone) és una espècie d'ocell de la família dels cètids (Cettiidae). Es troba tot l'any al Japó (excepte Hokkaido) i el nord a les Filipines. A l'estiu, es pot trobar a Hokkaido, Manxúria, Corea i el centre de la Xina. A l'hivern, també se'l pot trobar al sud de la Xina i Taiwan. Els seus hàbitats principals són els boscos temperats, les praderies (seques) i els matollars (humids) tropicals i subtropicals. El seu estat de conservació es considera de risc mínim.